# فرودگاه آکس پرایویت
فرودگاه آکس پرایویت (به انگلیسی: Ochs Private Airport) یک فرودگاه خصوصی است که یک باند فرود چمن دارد و طول باند آن ۶۰۹ متر است. این فرودگاه در کشور ایالات متحده آمریکا قرار دارد و در ارتفاع ۵۴۵ متری از سطح دریا واقع شده‌است.